# Leptodactylidae
Los leptodactílidos (Leptodactylidae) son una familia de anfibios anuros compuesta por 203 especies que habitan desde el sur de Texas hasta Argentina, incluyendo algunas de las Antillas (Frost, 2015). La mayoría son de hábitos terrestres. Generalmente sus larvas son acuáticas aunque en algunas especies (por ejemplo, Leptodactylus andreae) el desarrollo es completamente terrestre.
Muchos leptodactílidos construyen nidos de espuma que protegen a sus huevos evitando que se desequen y/o sean atacados por predadores.  La espuma se forma cuando el macho en amplexus bate con sus piernas  la gelatina de los huevos expulsados por la hembra. Los nidos de espuma son construidos sobre el agua, en tierra, o en galerías subterráneas. Leptodactylus lineatus tiene un comportamiento reproductivo inusual pues canta desde galerías dentro de nidos de hormigas cortadoras. En algunas ocasiones también construye sus nidos en esas galerías (Lima et al. 2006).
El género Leptodactylus se caracteriza por tener piel lisa en el vientre. Sus dedos carecen de discos expandidos y membranas (extremidades anteriores y posteriores). Al ser manipulados excretan por su piel substancias tóxicas que contienen aminas y péptidos. Estas secreciones son una defensa en contra de predadores. 
Hasta 2005, Leptodactylidae incluía algo más de 1000 especies repartidas en cinco subfamilias: Ceratophrynae, Hylodinae, Hemiphractinae, Leptodactylinae, y Telmatobiinae (Faivovich et al. 2005). Este taxón era parafilético por lo que Frost et al. (2006) y Grant et al. (2006) la dividieron en varias familias redefinidas. El uso actual del término Leptodactylidae corresponde en general a lo que antes del 2005 se reconocía como la subfamilia Leptodactylinae con la exclusión de Engystomops, Physalaemus y Limnomedusa.

## Clasificación
Según ASW:
- Subfamilia Leiuperinae Bonaparte, 1850 (94 sp.)
  - Género Edalorhina Jiménez de la Espada, 1870 (2 sp.)
  - Género Engystomops Jiménez de la Espada, 1872 (9 sp.)
  - Género Physalaemus Fitzinger, 1826 (47 sp.)
  - Género Pleurodema Tschudi, 1838 (15 sp.)
  - Género Pseudopaludicola Miranda Ribeiro, 1926 (21 sp.)
- Subfamilia Leptodactylinae Werner, 1896 (96 sp.)
  - Género Adenomera Steindachner, 1867 (18 sp.)
  - Género Hydrolaetare Gallardo, 1963 (3 sp.)
  - Género Leptodactylus Fitzinger, 1826 (74 sp.) (tipo)
  - Género Lithodytes Fitzinger, 1843 (1 sp.)
- Subfamilia Paratelmatobiinae Pyron & Wiens, 2011 (13 sp.)
  - Género Crossodactylodes Cochran, 1938 (5 sp.)
  - Género Paratelmatobius Lutz & Carvalho, 1958 (6 sp.)
  - Género Rupirana Heyer, 1999 (1 sp.)
  - Género Scythrophrys Lynch, 1971 (1 sp.)
- Incertae sedis:
  - Hylodes hallowelli Cope, 1862
  - Leptodactylus ochraceus Lutz, 1930
  - Plectomantis rhodostima Cope, 1874